# Herwald Ramsbotham (1er vicomte Soulbury)
Herwald Ramsbotham, 1er vicomte Soulbury, (né le 6 mars 1887, et mort le 30 janvier 1971) à Ovington est un homme politique britannique du parti conservateur. Il est ministre entre 1931 et 1941, et est le gouverneur général de Ceylan entre 1949 et 1953.

## Récompense et distinctions
- Chevalier Grand-Croix de l'Ordre de Saint-Michel et Saint-Georges (GCMG)
- Chevalier Grand-croix de l'Ordre royal de Victoria (GCVO)
- Officier de l'Ordre de l'Empire britannique (OBE)
- Croix militaire
- Membre du Conseil privé
- Statut Deputy Lieutenant

## Descendance
- James Ramsbotham, 2e vicomte Soulbury : (21 mars 1915 – 12 décembre 2004)
- Peter Edward Ramsbotham, 3e vicomte Soulbury : (8 octobre 1919 – 9 avril 2010)
- Oliver Peter Ramsbotham, 4e vicomte Soulbury : (né en 1943)